# III. Balduin flamand gróf
III. Balduin (kb. 936/940 – 962. január 1.) flamand gróf, 958-tól haláláig apjával, I. Arnulf gróffal együtt társuralkodó.

## Élete
III. Balduin első említése a korabeli forrásokban 942. július 8-áról származik, amikor apjának egyik rendeletét jegyezte, illetve később 953. július 10-én, amikor szintén apja egyik rendeletének tanújaként említik. 954. szeptember 8-án a grófi cím birtokosaként tűnt fel anyja, Adèle tanújaként, ettől a dátumtól számítják, mint Flandria társuralkodóját. 957-ben Roger, ponthieu-i gróf ellen harcol az amiens-i kastély birtoklásáért.
Apjával, I. Arnulffal uralkodott közösen Flandria trónján, de fiatalon, 962-ben meghalt, egyetlen utódjaként csecsemő fiát, a későbbi III. Arnulfot hagyta hátra. Neve feltűnik még a Saint-Bertin apátság világi apátjainak listáján, amely tisztséget feltehetően közvetlenül halála előtt töltötte be.
Folcwine krónikája alapján 961. karácsonya körül himlővel ágynak esett és január elsején meghalt. Halála után a Saint-Bertin apátságban temették el. Más források is 962-t adják meg halála évének.

## Családja
Valamikor 961 körül feleségül vette Brugundiai Mathilde szász hercegnőt (? - 1009. május 25.), Hermann szász herceg lányát. A házasságból csak egy gyermek született. Mathilde később újra férjhez ment, második férje Godefroid v. Gottfried, Verdun grófja.
Gyermekei:
- Arnulf (960/961 - 987/988), nagyapja halála után - kiskorúsága ellenére - örökölte Flandria trónját, egy bizonyos Balduin gyámsága alatt.[10]

- Ascelin (Ascelinus, Azelinus) vagy Albert (Adalbertus), Párizs püspöke kb. 1016 - 1018 között, tisztségétől megfosztva feltehetően a következő év január 29-én halt meg.[11]

Cambrai püspökeinek krónikája szerint Azelinus Balduin flamand gróf törvénytelen gyermeke volt, és 995-ben sikertelenül próbálta megszerezni Cambrai püspöki székét nővére, Szófia révén (aki a német-római császár felesége volt).
Amennyiben ez a 11. század közepén keletkezett krónika helyesen adja meg Ascelin leszármazását, az egyetlen szóba jöhető jelölt III. Balduin. A kronológiát mindenképpen bonyolítja, hogy 14. századi források is beszámolnak egy Ascelin-ről, aki II. Balduin törvénytelen gyermekeként szintén Párizs püspöke volt, majd később, 951-től 977-ben bekövetkezett haláláig Tronchiennes prépostja (ld. II. Balduin flamand gróf cikket részletekért). Mivel annak az esélye, hogy mind a két Balduinnak azonos nevű törvénytelen gyereke született és akik szinte azonos karriert futottak be, szinte teljesen elenyésző, ezért két lehetőség áll fenn:
- a két forrás egyazon személyről számol be, aki 951 és 1018 között működött
- vagy két külön személyiségről van szó, ahol a 11. században meghalt személy leszármazására vonatkozó információkat összekeverték a 10. századi névrokonnal.